# Prostredný hrot
Der Prostredný hrot (deutsch Mittelgrat, ungarisch Közép-orom, polnisch Pośrednia Grań) ist ein 2441 m n.m. hoher Berg in der Hohen Tatra in der Slowakei. Der Berg befindet sich ungefähr in der Mitte der Hauptachse des südöstlichen Seitengrats der Široká veža, genannt Prostredný hrebeň (deutsch Mittelriegel), der die zwei Täler Veľká Studená dolina und Malá Studená dolina voneinander trennt, zwischen den Nachbarbergen Malý hrot und Chmúrna veža.
Der Berg wurde zum ersten Mal 1412 bei der Abgrenzung der Wälder von Matejovce (deutsch Matzdorf) als Kalberk, später Kahlberg. Eine ähnliche Bedeutung hat das lateinische Mons Calvus (1717) nach Georg Buchholtz d. J. Der Bergname ging auf den Bach Studený potok (als Kahlbach) über, und der Grat erhielt 1719 im Werk Das breit und weit erschollene Zipser Schnee-Gebürg von Georg Buchholz d. Ä. die Bezeichnung Kahlbächer Grod, nach heutiger Orthographie Kahlbächer Grat. Überdies sind die vom zipserdeutschen beeinflussten Namen wie Kohlbacher Berg, Kohlbacher Spitze oder Kohlbacher Turm sowie das ungarische Kolbachi csúcs bekannt.
Der preußische Generalmajor Albrecht von Sydow nutzte 1830 den Namen Mittel Grat, um die Lage des Bergs inmitten des Grats hervorzuheben, doch dieser Name wurde freilich gehandhabt und bezeichnete sowohl den Berg als auch den gesamten Grat. Im Jahrbuch 1876 des Ungarischen Karpathenvereins schlug Dr. Dezső den Namen Középgerincz für den Grat und Középgerincztorony für den Berg, Edmund Téry nutzte die Form Középorom, die dann zur offiziellen ungarischen Namensform wurde. K. Kolbenhayer versuchte 1884, eine ähnliche Bedeutungstrennung auch im Deutschen mit dem Namen Mittelgratturm zu etablieren, konnte aber sich nicht durchsetzen. Im Slowakischen erschienen seltener Bezeichnungen wie Stredohrot oder Stredný hrot.
Der Berg liegt abseits von touristischen Wanderwegen und ist somit offiziell nur für Mitglieder alpiner Vereine oder mit einem Bergführer erreichbar. Zum Gipfel führen mehrere Kletterrouten. 